# Eosqualiolus
Genre
Espèces de rang inférieur
- † Eosqualiolus aturensis Adnet, 2006[1] espèce type
- † Eosqualiolus skrovinai Charlie J. Underwood et Jan Schlogl en 2012 [2]

Eosqualiolus est un genre fossile de requins de la famille des Dalatiidae. 
Ce genre a été décrit par Sylvain Adnet en 2006 avec comme espèce type Eosqualiolus aturensis. Elle a vécu lors de l’Éocène dans ce qui est aujourd’hui la France. 
Une nouvelle espèce, Eosqualiolus skrovinai, qui a vécu dans ce qui est de nos jours la Slovaquie lors du Miocène, a été décrite par Charlie J. Underwood et Jan Schlogl en 2012, et nommée en hommage à Michal Škrovina. Elle a été décrite à partir de 14 dents fossiles, 9 supérieures et 5 inférieures, certaines étant partielles et d’autres complètes.

## Liste d'espèces
Selon Paleobiology Database (26 juillet 2019) :
- † Eosqualiolus aturensis
- †Eosqualiolus skrovinai